# Епігенетичні мінерали
Мінерали епігенетичні (рос. минералы эпигенетические, англ. epigenetic minerals, нім. epigenetische Minerale n pl) — мінерали, які виникли після утворення вмісних комплексів.

## Епігенетичні родовища корисних копалин
Підрозділ родовищ корисних копалин на ті, що утворилися шляхом сингенезису (процес утворення подібний до того, що утворив вмісні породи, і, у сучасному вживанні, також має на увазі тимчасовий зв'язок) і епігенезу (введення у вже існуючу породу) віддзеркалює фундаментальну різницю у морфології родовищ корисних копалин, які можуть бути результатом цих кінцевих процесів (Ліндгрен, 1913).
Морфологія мінералів важлива для розвідки та видобутку корисних копалин, оскільки використовуються різні методи розпізнання та видобутку руд з сингенетичних родовищ, які є лінзоподібними та відповідають їм стратиграфічні одиниці (описані як стратиформні) та епігенетичних відкладень, які можуть мати пластинчасті, трубчасті або нерегулярної геометрії, які містяться в конкретних стратиграфічних одиницях (прив'язаних до шарів) або стратиграфічно поперечних.
Епігенетичні відкладення можуть утворюватися двома загальними способами: 
- або шляхом інфільтрації рідини в міжзернову пористість з осадженням рудних і пустих мінералів у поровому просторі та заміщенням існуючих

зерен 
- або шляхом інфільтрації флюїдів вздовж проникності тріщин або брекчієвих зон з осадженням мінералів для утворення жил або цементів брекчії.